# Alexandre Vertinski
Alexandre Nikolaïevitch Vertinski (en russe : Алекса́ндр Никола́евич Верти́нский) (né à Kiev le 8 mars 1889 (20 mars dans le calendrier grégorien), mort le 21 mai 1957 à Léningrad) est un écrivain et l’un des plus grands chanteurs russes du XXe siècle.

## Enfance
La mort prématurée de ses parents le plonge à cinq ans dans une enfance misérable. Il vit alors chez sa tante et découvre la faim, le froid et les coups. Seule la vie de bohème viendra le tirer de cette enfance à la Dickens : à cause de ses mauvais résultats scolaires, il est successivement chassé de son lycée puis de la maison familiale. Le jeune Alexandre commence alors à fréquenter le monde du théâtre, qui l’attire depuis sa tendre enfance. Il passe ses journées avec ses amis dans un petit cabaret de Kiev. Il en profite pour écrire : en 1912 paraissent quelques-unes de ses nouvelles. Il vit alors de petits boulots et finit par partir tenter sa chance dans la capitale.

## La guerre et la Révolution
En 1913, on retrouve Alexandre au petit théâtre de miniature Mamonov à Moscou. Il y donne des petites représentations humoristiques sur des textes de sa composition. Cette nouvelle vie moscovite lui permet de retrouver sa sœur, donnée pour morte par sa tante et devenue actrice. Il découvre aussi la cocaïne, qui devient le quotidien des deux Vertinski.
Quand éclate la Première Guerre mondiale, Vertinski devient infirmier militaire. Tandis qu’il quitte le monde de la cocaïne pour le front, sa sœur s’y perd et succombe à une overdose. De retour à Moscou, Alexandre affirme un peu plus sur scène son personnage de « Pierrot russe ».
Mais après la guerre, qui a une première fois interrompu sa carrière, la Révolution russe vient suspendre une seconde fois son activité. En 1918, il quitte Moscou pour rejoindre les rangs de l’émigration russe. L’errance et l’exil vont durer 25 ans. Au cours d’un voyage en Roumanie, Vertinski devient par la magie d’un faux passeport un Grec du nom d’Alexandre Vertidis.

## Errances
Il voyage, erre, se perd dans les Villes étrangères (titre d’une de ses chansons les plus célèbres). On peut le croiser en Moldavie, en Allemagne mais aussi à New York, en Palestine… Il vagabonde, se fait de nouveaux amis, parmi lesquels Marlène Dietrich à laquelle il dédiera sa chanson Marlène. Deux villes réussissent néanmoins à le retenir : Paris d’abord dont il tombe éperdument amoureux. Il s’y installe en 1925 et y reste presque dix ans. Puis Shanghai à partir de 1935 et pour huit ans, probablement en raison de l’importante communauté russe en exil qui s’y est établie et qui ne se mélange pas avec le reste de la population. Il y crée plusieurs nouvelles chansons, telles que Sans femmes, Danseuse et Jimmy le pirate. Vertinski s’y marie et a une première fille, Marianne, suivie plus tard d’une deuxième, Anastasia.
En 1943, la troisième demande de retour en Union soviétique du chanteur est acceptée. Alexandre Vertidis le Grec peut enfin reprendre son vrai nom et sa nationalité. Nouveaux succès et début d’une vie de stakhanoviste : plus de trois mille concerts et des tournées qui le font traverser toute l’URSS, jusqu’en Sibérie et en Extrême-Orient. Mais Pierrot commence à fatiguer. Il préférerait rester auprès de sa famille. Il aimerait aussi un peu de considération : aucun disque, aucune publicité, aucune diffusion à la radio. « Mon statut est celui d’une maison close : tout le monde y va mais il n’est pas convenable d’en parler en société. »[réf. souhaitée]
En 1951, on lui attribue un prix Staline pour l’interprétation du rôle de cardinal dans Le Complot des condamnés de Mikhaïl Kalatozov. 
Il meurt en 1957 à l'hôtel Astoria à Léningrad, en compagnie d'une prostituée[réf. nécessaire]. Il est enterré au cimetière de Novodevitchi. Aujourd’hui, Vertinski est considéré comme l’un des plus grands chanteurs du XXe siècle aux côtés de Boulat Okoudjava ou de Vladimir Vyssotski ; on reprend ses chansons, on le cite, on lui érige des plaques commémoratives.

## Le Pierrot russe
De Vertinski on retient la désinvolture, l’ironie de ses chansons, et surtout cet amour particulier de la nostalgie, ainsi que les thèmes de ses « petites ariettes » : « courtes ballades, dont les personnages sont des clowns et des cocaïnomanes, des chanteuses de cabarets et des stars de cinéma, des dames capricieuses en manteaux chics et des vagabonds, des artistes et des souteneurs, des pages et des lords. Tous aiment, souffrent, rêvent de bonheur, s’ennuient, se ruent dans une chasse furieuse à la vie et sanglotent amèrement sous les griffes qu’elle leur distribue » comme l’écrit sa fille Anastasia Vertinskaïa. Voir L'Abbesse, Les jours courent, Le Nègre Lila, La Steppe moldave…
Mais on ne peut malheureusement qu’imaginer le personnage sur scène à partir de quelques photos : grimé en Pierrot à ses débuts ou alors en frac usé avec son indispensable fleur toujours fraîche à la boutonnière. Puis, le succès aidant, son costume noir et son haut-de-forme, avec un air hautain.

## Filmographie
- 1950 : Le Complot des condamnés (Заговор обречённых) de Mikhaïl Kalatozov : Cardinal

## Reprise
- En 1998, la chanteuse française Anna Prucnal lui a consacré le spectacle Anna Prucnal chante Vertinski, dont il a été tiré un disque.

## Dans la culture
- En 2021, Avdotia Smirnova réalise une mini-série en huit épisodes Vertinski diffusée sur Pervy Kanal[9].

## Sources
Un double CD des œuvres de Vertinski a été édité par Le Chant du Monde en 1992. On trouve dans sa jaquette des textes de sa fille Anastasia et d’Elizaveta Ouvarova. Actuellement, c'est l’éditeur russe Bohème qui distribue ses disques. Toutefois, les chansons de Vertinski se trouvent maintenant sur de nombreux sites de distribution musicale en ligne.